# Scymnus bivulnerus
Scymnus bivulnerus es una especie de escarabajo del género Scymnus, familia Coccinellidae. Fue descrita científicamente por Capra & Fürsch en 1967.
Se distribuye por Turquía, Francia, España, Estados Unidos, Chipre, Italia, Portugal y Ucrania. Mide 2-3 milímetros de longitud.